# Komatsu Tatewaki

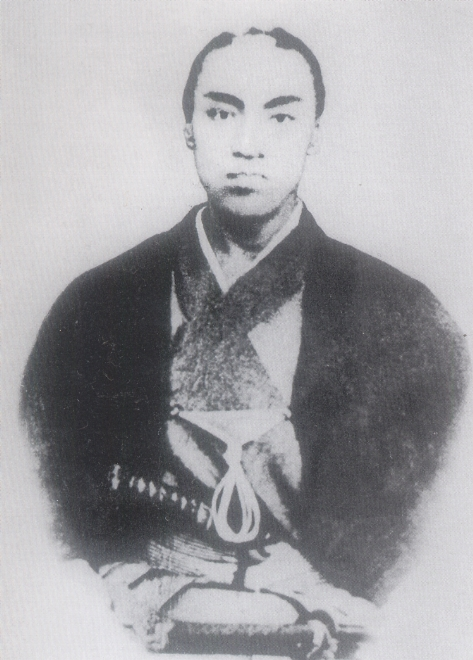
Komatsu Tatewaki

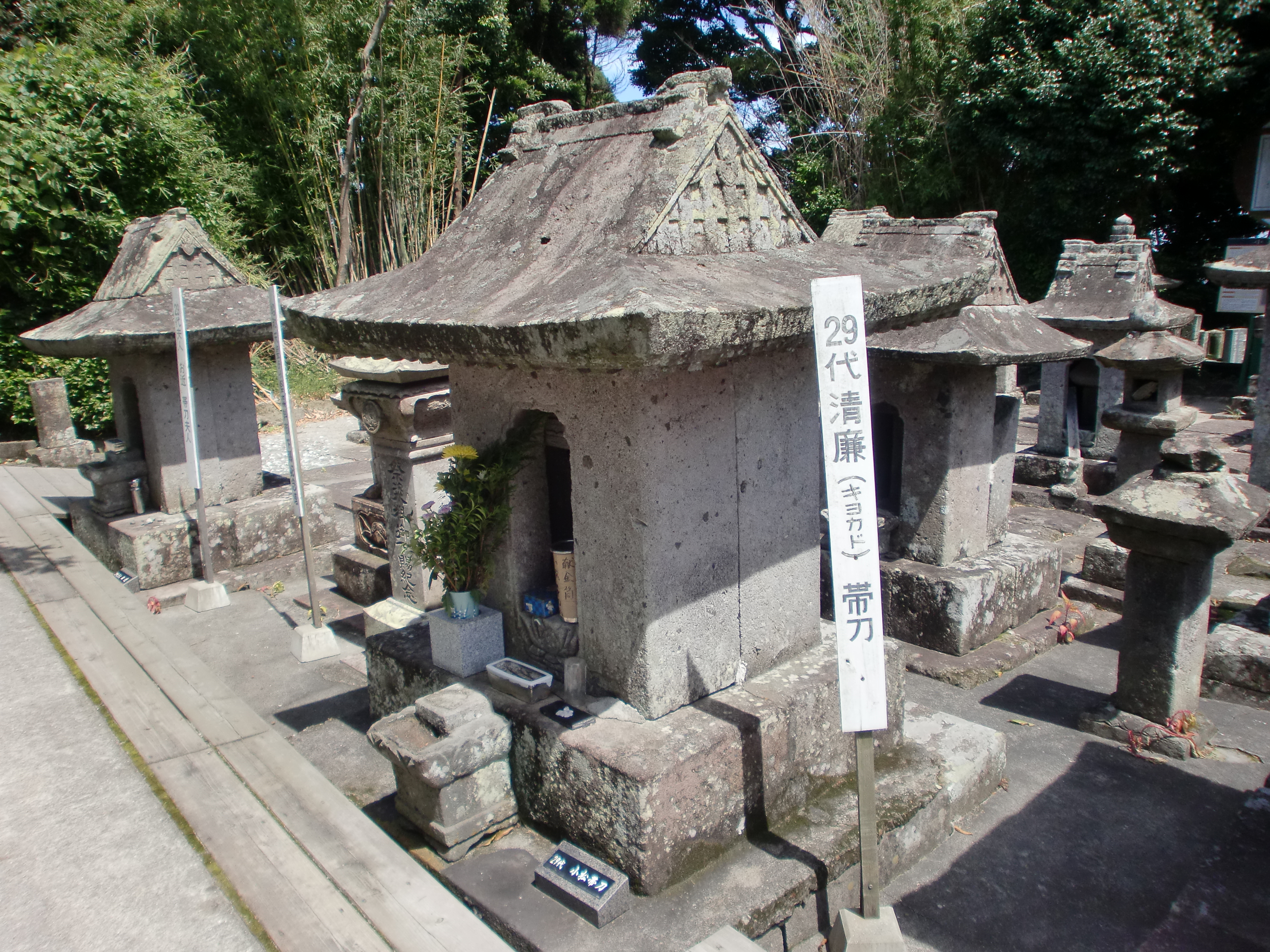
Komatsus Grab in Hioki

Komatsu Tatewaki (japanisch 小松 帯刀, anfangs Komatsu Kiyokado; geboren 3. Dezember 1835 in der Provinz Satsuma; gestorben 16. August 1870 in Osaka) war ein hochrangiger japanischer Samurai, der gegen das Tokugawa-Shogunat kämpfte.

## Leben und Wirken
Komatsu Tatewaki wurde als dritter Sohn von Kimotsuki Kaneyoshi (肝付 兼善; 1802–1876), dem Feudalherrn von Kiire (喜入), geboren und dann von Komatsu Kiyomoto (小松 清猷; 1827–1855) adoptiert. Als Shimazu Hisamitsu (1817–1887) 1861 die Nachfolge als Fürst von Satsuma antrat, spielte er eine unterstützende Rolle. Im folgenden Jahr begleitete er Hisamitsu, als dieser nach Kyōto ging, und wurde nach seiner Rückkehr nach Satsuma Hausältester (家老, Karō). Er beteiligte sich am Aufstand am Hamaguri-Tor in Kyoto im Juli 1864. Danach leitete er zusammen mit Saigō Takamori und Ōkubo Toshimichi praktisch die Verwaltung des Fürstentums und reiste viele Jahre zwischen Kyōto und Kagoshima hin und her.
Im Januar 1866 begrüßte Komatsu Saigō und Kido Takayoshi (1833–1877) in seiner Residenz in Kyōto und unterzeichnete die Satsuma-Chōshū-Allianz (薩長連合, Satchō rengō). Im Mai 1867 wurde er von Nakaoka Shintarō (1838–1867) und Itagaki Taisuke (1837–1919) in seinem Haus in Kyōto besucht, wo er und Saigō sich die Vorgehensweise des militärischen Sturzes des Shogunats anhörten. Im Juni desselben Jahres unterzeichnete er zusammen mit Saigō und Ōkubo den Satsuma-Pakt mit Gotō Shōjirō (1838–1897). Im Oktober desselben Jahres erhielt er zusammen mit Saigō und Ōkubo einen geheimen kaiserlichen Befehl zum Sturz des Shogunats und reiste nach Tokio, um den kaiserlichen Hof und das Shogunat bei der Verwirklichung der Wiederherstellung der kaiserlichen Herrschaft zu beraten. Er reiste dann nach Yamaguchi, besprach mit dem Chōshū-Klan die Anti-Shogunat-Strategie und kehrte zu seinem Klan zurück.
Komatsu war in Kagoshima und leistete logistische Unterstützung während der politischen Restauration. Im Januar 1868 reiste er nach Kyōto, wo er als Berater des Gouverneursbüros sowie als stellvertretender Gouverneur für auswärtige Angelegenheiten mit einem Gehalt von 1000 Koku fungierte. Im folgenden Jahr erkrankte er und starb in Osaka, 36 Jahre alt.